# Jochen Schneider (Fußballfunktionär)
Jochen Schneider (* 13. September 1970 in Mutlangen) ist ein deutscher Fußballfunktionär.

## Leben

### Anfänge beim VfB Stuttgart
Schneider stammt aus dem Untergröninger Ortsteil Wegstetten, wo sein Vater, ein Metallschleifer, mit seiner Familie lebte. Er absolvierte eine Lehre als Bankkaufmann und ein Studium der Betriebswirtschaftslehre. Während seines Studiums absolvierte er ein Praktikum beim VfB Stuttgart. Nach Studienabschluss wurde er 1999 vom VfB fest angestellt. Zunächst war er vor allem für die formale Ausgestaltung von Verträgen zuständig. Im Dezember 2002 übernahm er zusammen mit Trainer Felix Magath und Finanzvorstand Ulrich Ruf die Aufgaben des entlassenen Managers Rolf Rüssmann. Als der Verein im Mai 2004 die Trennung von Magath bekannt gab, wurde Schneider neuer Manager des VfB Stuttgart. Nachdem er zusammen mit Herbert Briem die sportliche Leitung des VfB übernommen hatte, wurde Schneider Mitglied der neu formierten Geschäftsleitung der Stuttgarter.
Ab Januar 2006 arbeitete Schneider mit dem neuen Teammanager Horst Heldt zusammen. Im April 2007 verlängerte Schneider seinen Vertrag als Sportdirektor beim VfB Stuttgart bis 2012. Nachdem der mittlerweile zum Sportvorstand beförderte Horst Heldt 2010 den Verein verlassen hatte, übernahm Schneider „auf Augenhöhe“ mit seinem neuen Sportdirektor-Kollegen Fredi Bobic die sportliche Leitung des Vereins. Schneider verlängerte im Januar 2012 seinen Vertrag mit dem VfB bis 2016. Nach der Trennung der Stuttgarter von dem zuvor in den Vorstand aufgestiegenen Fredi Bobic übernahm Schneider übergangsweise die sportliche Leitung des VfB zusammen mit Cheftrainer Armin Veh. Nachdem der VfB Robin Dutt zum neuen Sportvorstand ernannt hatte, wurde der Vertrag zwischen Schneider und dem Verein zum 30. Juni 2015 aufgelöst.

### Tätigkeiten bei Red Bull und RB Leipzig
Schneider wurde am 12. Oktober 2015 Coordinator Sport Global Soccer der Red Bull GmbH. Von Juli 2017 bis Ende Februar 2019 war er unter dem Sportdirektor Ralf Rangnick Leiter Sport bei RB Leipzig.

### Sportvorstand des FC Schalke 04
Am 14. März 2019 trat Schneider sein Amt als Sportvorstand beim FC Schalke 04 als Nachfolger des zurückgetretenen Christian Heidel an. Er unterschrieb einen Vertrag mit einer Laufzeit bis zum 30. Juni 2022. An seinem ersten offiziellen Tag als Sportvorstand trennte sich der Verein, der nach 25 Spieltagen 4 Punkte Vorsprung auf den Relegationsplatz hatte und gerade aus der Champions League ausgeschieden war, vom Cheftrainer Domenico Tedesco. Unter dem Interimstrainer Huub Stevens konnte der Klassenerhalt erreicht und die Saison 2018/19 auf dem 14. Platz mit 5 Punkten Vorsprung auf den Relegationsplatz beendet werden.
Zur Saison 2019/20 verpflichtete Schneider David Wagner als neuen Cheftrainer sowie unter sich mit Michael Reschke einen technischen Direktor. Nach einer Hinrunde mit 30 Punkten und dem 5. Platz spielte der FC Schalke die schlechteste Rückrunde der Vereinsgeschichte. Mit einem Sieg, 6 Unentschieden und 10 Niederlagen holte die Mannschaft, die 16-mal in Folge nicht gewann, lediglich 9 Punkte, was insgesamt den 12. Platz bedeutete.
Vor der Saison 2020/21 übernahm Schneider von seinem Vorstandskollegen Alexander Jobst (seither Marketing, Vertrieb & Organisation) zusätzlich zum Ressort „Sport“ das Ressort „Kommunikation“. Nachdem der FC Schalke zum Saisonstart mit 0:8 beim FC Bayern München und mit 1:3 gegen Werder Bremen verloren hatte, was mit 0 Punkten und 1:11 Toren den bis dahin schlechtesten Saisonstart einer Bundesligamannschaft darstellte, ersetzte Schneider den Cheftrainer Wagner durch Manuel Baum. Allerdings setzte sich die Krise auch unter Baum fort. Ende November 2020 trennte sich der Verein von Reschke. Baum wurde nach dem 13. Spieltag wieder freigestellt, nachdem Schalke aus 10 Spielen 4 Punkte geholt hatte und weiterhin sieglos geblieben war. Für das letzte Ligaspiel im Jahr 2020 übernahm erneut Stevens die Mannschaft, verlor aber gegen den Abstiegskonkurrenten Arminia Bielefeld. Während der kurzen Weihnachtspause verpflichtete Schneider mit Christian Gross den vierten Cheftrainer in dieser Spielzeit, der während Schneiders Zeit beim VfB Stuttgart von 2009 bis 2010 Cheftrainer gewesen war. Die Mannschaft stand zu diesem Zeitpunkt auf dem letzten Platz, wobei der Rückstand auf den Relegationsplatz 6 Punkte betrug, und war saisonübergreifend seit 29 Ligaspielen sieglos. Nach 30 sieglosen Spielen gewann die Mannschaft erstmals wieder und blieb daher unter dem Rekord von Tasmania Berlin mit 31 sieglosen Spielen in der Saison 1965/66. Mitte Februar 2021 gab der FC Schalke 04 bekannt, dass sich der Aufsichtsrat mit Schneider einvernehmlich auf die Auflösung seines Vertrages zum 30. Juni 2021 geeinigt habe und er bis zur Übernahme der Geschäfte durch einen neuen sportlich Verantwortlichen im Amt verbleiben werde. Zu diesem Zeitpunkt stand die Mannschaft nach dem 21. Spieltag mit 9 Punkten auf dem letzten Platz, wobei der Rückstand auf den Relegationsplatz schon 9 Punkte betrug. Der 50-Jährige äußerte sich zur Trennung folgendermaßen: „Leider haben wir insbesondere in den vergangenen zwölf Monaten nicht das umsetzen können, was wir uns vor knapp zwei Jahren vorgenommen hatten. Ohne Zweifel trage ich Verantwortung für Planungen, Entwicklungen und Entscheidungen, die ich stets nach bestem Wissen und Gewissen getroffen habe. Hierzu gehören auch Fehlentscheidungen, die mich im Nachhinein sehr ärgern.“ Am 28. Februar 2021 wurde Schneider mit sofortiger Wirkung freigestellt.

### Zurück im Red Bull Kosmos
16 Monate nach seinem Aus als Sportvorstand beim Bundesligisten FC Schalke 04 kehrt Schneider in den RB-Kosmos zurück und wird nach seinen Engagements als Coordinator Sport Global Soccer der Red Bull GmbH und Leiter Sport bei RB Leipzig am 10. Juni 2022 Head of Sports bei den New York Red Bulls.

## Trivia
1987 trat Schneider im Alter von 17 Jahren als Kandidat bei der Fernsehsendung Wetten, dass..? auf. Er wettete, durch das Anschauen und Fühlen von 100 Tennisbällen fünf später dazugelegte zu erkennen, womit er „Wettkönig“ wurde.